# MHG-Studie
Die MHG-Studie war ein interdisziplinäres Forschungsprojekt zum Thema Sexueller Missbrauch in der römisch-katholischen Kirche in Deutschland, das in den Jahren 2014 bis 2018 von einem Forschungsverbund aus Experten mehrerer universitärer Institute durchgeführt wurde. Das Kürzel „MHG“ steht für  „Mannheim, Heidelberg, Gießen“, die Institutsstandorte der beteiligten Wissenschaftler. Grundlage der Untersuchung waren 38.156 Personalakten von Priestern, Ordensmännern und Diakonen aus den 27 deutschen Bistümern aus der Zeit zwischen 1946 und 2014. 
Der Abschlussbericht trägt den Titel Forschungsprojekt: Sexueller Missbrauch an Minderjährigen durch katholische Priester, Diakone und männliche Ordensangehörige im Bereich der Deutschen Bischofskonferenz und wurde am 25. September 2018 veröffentlicht. Es gab 1670 beschuldigte Kleriker oder 4,4 Prozent aller Kleriker, deren Personalakte untersucht wurde. Es wurden 3677 Opfer von sexuellem Missbrauch an Kindern und Jugendlichen gefunden.
Als begünstigende Strukturen für sexuellen Missbrauch wurden asymmetrische Machtverhältnisse gefunden und ein geschlossenes System, wie es bei der katholischen Kirche vorherrscht.

## Die Studie
Im August 2013 wurde das Projekt vom Verband der Diözesen Deutschlands (VDD) offen ausgeschrieben. Die Projektlaufzeit wurde vom 1. Juli 2014 bis zum 31. Dezember 2017 vereinbart, später aufgrund des Umfangs und der Komplexität auf den 30. September 2018 ausgedehnt. Am 25. September 2018 wurden die Forschungsergebnisse bei der Herbst-Vollversammlung der Deutschen Bischofskonferenz in Fulda vorgestellt. Das Projekt wurde mit 1.089.312,50 Euro zuzüglich Mehrwertsteuer gefördert. Das Geld stammte aus dem Etat des Verbands der Diözesen Deutschlands (VDD).

### Mitarbeiter
Das Konsortium (Forschungsverbund) bestand aus folgenden Mitgliedern:
- Harald Dreßing, Zentralinstitut für Seelische Gesundheit, Mannheim (Verbundkoordinator)
- Hans Joachim Salize, Zentralinstitut für Seelische Gesundheit, Mannheim
- Dieter Dölling, Institut für Kriminologie der Universität Heidelberg
- Dieter Hermann, Institut für Kriminologie der Universität Heidelberg
- Andreas Kruse, Institut für Gerontologie der Universität Heidelberg
- Eric Schmitt, Institut für Gerontologie der Universität Heidelberg
- Britta Bannenberg, Professur für Kriminologie, Jugendstrafrecht und Strafvollzug, Universität Gießen

Als wissenschaftliche Mitarbeiter waren beteiligt:
- Andreas Hoell, Zentralinstitut für Seelische Gesundheit, Mannheim
- Elke Voß, Zentralinstitut für Seelische Gesundheit, Mannheim
- Alexandra Collong, Institut für Kriminologie der Universität Heidelberg
- Barbara Horten, Institut für Kriminologie der Universität Heidelberg
- Jörg Hinner, Institut für Gerontologie der Universität Heidelberg

### Forschungsauftrag
Das Ziel der Studie war es, sexuellen Missbrauch im Bereich der römisch-katholischen Kirche in Deutschland in der Zeitspanne von 1946 bis 2014 zu erfassen und zu untersuchen, und zwar sexuellen Missbrauch „durch katholische Priester, Diakone und männliche Ordensangehörige im Verantwortungsbereich der Deutschen Bischofskonferenz“. Nicht zum Umfang des Forschungsauftrags gehörten deshalb Fälle, bei denen eines der folgenden Merkmale auf die beschuldigte Person zutraf:
- im Bereich der Kirche tätiger Laie (z. B. Schullehrer, Küster oder Kantor)
- Angehöriger eines Ordens, es sei denn, er war damit beauftragt, im Bereich einer Diözese Aufgaben eines Diözesanpriesters auszuüben
- weiblich

Der Untersuchungszeitraum 1946 bis 2014 bezog sich darauf, dass Personalakten aus diesen Jahren ausgewertet wurden; die betreffenden Kleriker übten entweder noch ihren Beruf aus oder waren im Ruhestand. Wenn Missbrauchsfälle (Missbrauchstaten oder Beschuldigungen) schon vor 1946 aktenkundig waren und der Beschuldigte im Jahr 1946 noch lebte, wurden diese früheren Fälle einbezogen. Die ältesten einbezogenen Beschuldigungen reichen bis in die 1910er Jahre zurück. Im Teilprojekt 3 wurden Akten zu Strafverfahren ausgewertet. Diese reichen bis in die 1930er Jahre zurück.
Die Forscher sollten Erkenntnisse über die Häufigkeit des sexuellen Missbrauchs gewinnen, aber auch Merkmale der Missbrauchstaten sowie der Beschuldigten und der Opfer herausarbeiten und schließlich Strukturen in der katholischen Kirche erkennen, die Missbrauch begünstigen.

### Teilprojekte
Das Projekt gliederte sich in sieben Teilprojekte:
- TP1: Analyse von Strukturdaten der Diözesen
- TP2: Interviews mit Betroffenen sowie beschuldigten und nicht beschuldigten Klerikern
- TP3: Analyse von Strafakten
- TP4: Präventionskonzepte und -aspekte
- TP5: Literaturrecherche und -analyse
- TP6: Analyse von Personalakten der Diözesen
- TP7: Internetgestützte anonymisierte Befragung von Betroffenen

### Benutzte Materialien
Insgesamt wurden 38.156 Personalakten aus den 27 deutschen Bistümern für die Zeit zwischen 1946 und 2014 ausgewertet.
Diese für das Teilprojekt 6 verwendeten Akten setzen sich wie folgt zusammen:
- aus allen 27 Diözesen die Akten bereits beschuldigter Kleriker,
- aus zehn Diözesen (Bamberg, Berlin, Essen, Freiburg, Hamburg, Magdeburg, Paderborn, Speyer und Trier und nachträglich München-Freising) alle Personalakten,
- aus den übrigen 17 Diözesen (Aachen, Augsburg, Dresden-Meißen, Eichstätt, Erfurt, Fulda, Görlitz, Hildesheim, Köln, Limburg, Mainz, Münster, Osnabrück, Passau, Regensburg, Rottenburg-Stuttgart und Würzburg) die Personalakten aller Kleriker, die im Jahr 2000 noch lebten bzw. nach 2000 geweiht wurden.

Es handelt sich bei den 38.156 Personalakten also nur um einen Teil aller Kleriker, die im Zeitraum von 1946 bis 2014 in den deutschen Bistümern tätig waren. In der Studie heißt es dazu wörtlich, dass „der vorhandene und durchgesehene Aktenbestand nicht die Akten aller im Untersuchungszeitraum tätigen Kleriker im Verantwortungsbereich der Deutschen Bischofskonferenz umfasste“.

### Allgemeine Ergebnisse
Die nachfolgenden Prozentangaben geben an, wie hoch der Anteil der beschuldigten Personen (Priester, Diakone, Ordensleute) an der Gesamtzahl der untersuchten Akten (38.156) ist. Die Gesamtzahl der im Untersuchungszeitraum tätigen Personen (Priester, Diakone, Ordensleute) ist größer als diese.
Demnach gab es bei 1.670 Klerikern (4,4 Prozent der untersuchten Akten) Hinweise auf Beschuldigungen des sexuellen Missbrauchs Minderjähriger. Darunter waren 1.429 Diözesanpriester (5,1 Prozent der untersuchten Akten von Diözesanpriestern), 159 Ordenspriester (2,1 Prozent der untersuchten Akten von Ordenspriestern) und 24 hauptamtliche Diakone (1,0 Prozent der untersuchten Akten von hauptamtlichen Diakonen). Bei 54 Prozent der Beschuldigten lagen Hinweise auf ein einziges Opfer vor, bei 42,3 Prozent Hinweise auf mehrere Betroffene zwischen 2 und 44, der Durchschnitt lag bei 2,5. Als Opfer dieser Taten wurden 3.677 Kinder und Jugendliche dokumentiert; 62,8 Prozent von ihnen waren männlich, 34,9 Prozent weiblich, bei 2,3 Prozent fehlten Angaben zum Geschlecht. Das deutliche Überwiegen männlicher Betroffener unterscheidet sich nach Angaben der Forscher vom sexuellen Missbrauch an Minderjährigen in nicht-kirchlichen Zusammenhängen.

### Begünstigende Strukturen
Die Autoren der MHG-Studie betonten: „Asymmetrische Machtverhältnisse und ein geschlossenes System, wie es bei der katholischen Kirche vorherrscht, können einen sexuellen Missbrauch begünstigen.“

### Hellfeld und Dunkelfeld
Die in der Studie ermittelte Zahl von 3677 Betroffenen spiegelt, so die Forscher, nur das sogenannte Hellfeld wider; aus der Dunkelfeldforschung des sexuellen Missbrauchs sei bekannt, dass die Zahl der tatsächlich betroffenen Personen deutlich höher liege. In einem Interview sagte der Projektleiter Harald Dreßing über die in der Studie angegebenen Zahlen, sie seien „nur die Spitze eines Eisbergs“. Man müsse „von einer hohen Dunkelziffer ausgehen“. Die Studie erfasste somit nur einen Bruchteil aller Missbrauchsfälle. Im Einzelnen gibt es dafür folgende Gründe:
- In vielen Fällen wurde Missbrauch nicht aktenkundig.
- Ein Teil der Akten war vernichtet worden oder verloren gegangen.[14]
- In einem Teil der Akten waren ursprünglich vorhandene Hinweise auf Missbrauch aufgrund von „Aktenmanipulation“ nicht mehr enthalten.[14][13]
- In 17 von insgesamt 27 Bistümern wurde nur ein Teil der erhaltenen Akten untersucht (vgl. oben unter  Benutzte Materialien).
- Laien, die meisten Ordensangehörigen sowie Frauen wurden nicht in die Untersuchung einbezogen (vgl. oben unter  Forschungsauftrag).

Laut Manfred Lütz wird der Begriff „Hellfeld“ in der Studie falsch verwendet, indem er auf die Gesamtzahlen von 1670 beschuldigten Klerikern und 3677 Betroffenen bezogen wird, obwohl sich darunter auch ungeklärte Fälle und Fälle von Falschbeschuldigung befinden (aus diesem Grund sprechen die Autoren durchweg von 1670 Beschuldigten, nicht von 1670 Tätern). Es sei unsachgemäß, unschuldige sowie möglicherweise unschuldige Personen zum Hellfeld zu rechnen.

### Ergebnisse auf Bistumsebene
Neben der bundesweiten Veröffentlichung der Studie haben zahlreiche Bistümer auch diözesane Ergebnisse der Untersuchung präsentiert. Diese Zahlen wurden nicht von den Autoren der Studie ermittelt und von diesen auch nicht bestätigt.
Für die Studie wurden die Personalakten der Priester von neun Bistümern ab dem 1. Januar 1946 ausgewertet. Diese seien nach Zufälligkeit und Repräsentativität ausgewählt worden: Bamberg, Berlin, Essen, Freiburg, Hamburg, Magdeburg, Paderborn, Speyer und Trier. Aufgrund von Vorarbeiten kam das Erzbistum München und Freising später auch zu dieser Gruppe. Sämtliche andere Diözesen werteten die Personalaktenbestände der Priester ab dem 1. Januar 2000 aus.
Die in der Tabelle genannten Zahlen sind unter anderem wegen möglicher Aktenvernichtung oder Aktenmanipulation mit Vorsicht zu betrachten. Laut Abschlussbericht haben „zwei Diözesen“ (welche, wird nicht gesagt) darüber informiert, „dass Akten oder Aktenbestandteile mit Bezug auf sexuellen Missbrauchs Minderjähriger in früherer Zeit vernichtet worden waren“. Frühere Gutachten zeigen, dass im Erzbistum München und Freising Akten vernichtet wurden. Eine mangelhafte Aktenführung ist auch für das Bistum Augsburg bekannt.
| Bistum                         | Zeitraum            | Personalakten | Zahl der Beschuldigten | relativ                 | Zahl der Opfer      | Gesamtzahlungen (Euro) | Therapiekosten (Euro) | Quelle               |
| ------------------------------ | ------------------- | ------------- | ---------------------- | ----------------------- | ------------------- | ---------------------- | --------------------- | -------------------- |
| Bistum Aachen                  | 2000–2014           | 886           | 55                     | 6,2 %                   | 86                  | 320.000                |                       | [ 21 ]               |
| Bistum Augsburg                | 2000–2014           | 1.483         | 85                     | 5,7 %                   | 164                 | 437.000                | 40.000                | [ 22 ]               |
| Erzbistum Bamberg              | 1946–2014           | 1.711         | 41                     | 2,4 %                   | 88                  | 119.500                |                       | [ 23 ]               |
| Erzbistum Berlin               | 1946–2014           | 1.401         | 51                     | 3,6 %                   |                     |                        |                       | [ 24 ]               |
| Bistum Dresden-Meißen          | 2000–2014           | 345           | 15                     | 4,3 %                   | 28                  | 96.500                 |                       | [ 25 ]               |
| Bistum Eichstätt               | 2000–2014           | 526           | 10                     | 1,9 %                   | 29                  |                        |                       | [ 26 ]               |
| Bistum Erfurt                  | 2000–2014           | 948           | 10                     | 1,0 %                   | 12?                 | 61.000                 |                       | [ 27 ]               |
| Bistum Essen                   | 1946–2014           | 1.549         | 60                     | 3,9 %                   | 85/97               | 262.000/534.000        |                       | [ 28 ]               |
| Erzbistum Freiburg             | 1946–2014           | 4.114         | 190                    | 4,6 %                   | 442                 | 1.000.000              | 380.000               |                      |
| Bistum Fulda                   | 2000–2014           | 795           | 29                     | 3,6 %                   | 75                  | 45.500                 | 5.744                 | [ 29 ]               |
| Bistum Görlitz                 | 2000–2014           | 250           | 1                      | 0,4 %                   | 1                   | 4.000                  |                       |                      |
| Erzbistum Hamburg              | 1946–2014           | 660           | 33                     | 5,0 %                   | 103                 |                        |                       |                      |
| Bistum Hildesheim              | 2000–2014           | 848           | 46                     | 5,4 %                   | 153                 | 170.000                |                       | [ 30 ] [ 31 ] [ 32 ] |
| Erzbistum Köln                 | 2000–2014           | 2.155         | 87                     | 4,0 %                   | 119                 | 620.635                |                       | [ 33 ]               |
| Bistum Limburg                 | 2000–2014           | 627           | 49                     | 7,8 %                   | 85                  | 166.000                | 59.000                | [ 34 ]               |
| Bistum Magdeburg               | 1946–2014           | 677           | 8                      | 1,2 %                   | 18                  | 15.000                 | 25.000                | [ 35 ]               |
| Bistum Mainz                   | 2000–2014           | 950           | 53                     | 5,6 %                   | 169                 | 275.000                | 93.000                | [ 36 ]               |
| Erzbistum München und Freising | 1946–2018           | 13.200        | 164                    | 1,2 %                   |                     |                        |                       |                      |
| Bistum Münster                 | 2000–2014 1946–2020 | 1.708 4.390   | 2018: 138 2022: 196    | 2018: 8,1 % 2022: 4,5 % | 2018: 450 2022: 610 | 937.800                | 186.807               | [ 37 ] [ 38 ]        |
| Bistum Osnabrück               | 2000–2014           | 583           | 35                     | 6,0 %                   | 68                  | 81.000                 |                       | [ 39 ]               |
| Erzbistum Paderborn            | 1946–2014           | 2.502         | 111                    | 4,4 %                   | 197                 | 456.500                |                       |                      |
| Bistum Passau                  | 2000–2014           | 608           | 28                     | 4,6 %                   |                     |                        |                       |                      |
| Bistum Regensburg              | 2000–2014           | 1.681         | 65                     | 3,9 %                   | 159                 |                        |                       | [ 40 ]               |
| Bistum Rottenburg-Stuttgart    | 2000–2014           | 1.950         | 72                     | 3,7 %                   |                     | 640.000                | 130.000               |                      |
| Bistum Speyer                  | 1946–2014           | 1.452         | 89                     | 6,1 %                   | 186                 |                        |                       |                      |
| Bistum Trier                   | 1946–2014           | 4.680         | 148                    | 3,2 %                   | 442                 |                        |                       |                      |
| Bistum Würzburg                | 2000–2014           | 1.131         | 62                     | 5,5 %                   | 157                 |                        |                       | [ 41 ]               |
| Gesamtzahl                     |                     | >37.540       | 1.735                  | ca. 4,7 %               | >3.316              |                        |                       |                      |

### Empfehlungen
Die Forscher formulierten in ihrem Abschlussbericht Empfehlungen zu verschiedenen Aspekten der Aufarbeitung des sexuellen Missbrauchs. Diesem Thema sind rund vier Seiten der einleitenden Zusammenfassung gewidmet. Sie gliederten ihre Empfehlungen, die nachfolgend gekürzt dargestellt werden, in elf Themenbereiche.
- Haltungen und Vorgehensweisen in den einzelnen Diözesen. Bisher habe es große Unterschiede zwischen den einzelnen Diözesen gegeben. Empfehlung: eine „einheitliche, koordinierte, authentische und proaktive Strategie“ und ein „der Problematik angemessener, langfristig wirkender Maßnahmenkatalog“.
- Personalaktenführung. Missbrauchsbeschuldigungen sollten „verbindlich, einheitlich, transparent und standardisiert“ dokumentiert werden. Bei Versetzungen in eine andere Diözese müssen Angaben zu Missbrauchsvorwürfen in die neue Personalakte übertragen werden.
- Kontaktangebote für Betroffene. Die Missbrauchsbeauftragten seien bisher zu eng an die Kirche angebunden. Dies erschwere Betroffenen die Anzeige des Missbrauchs und stelle die Vertraulichkeit von Beratungsgesprächen in Frage. Empfehlung: eine „von der Kirche unabhängige und interdisziplinär besetzte Anlaufstelle“ für Betroffene, zuständig für ganz Deutschland. Vorteile: niederschwelliges Angebot, Vertraulichkeit gegenüber der katholischen Kirche, Möglichkeit anonymer Beratung. Es sei wichtig, Betroffenen die Anzeige zu erleichtern, um Wiederholungstäter frühzeitig von weiterem Missbrauch abzuhalten. Die unabhängige Anlaufstelle könne „mittel- oder langfristig“ die Missbrauchsbeauftragten in den Diözesen ersetzen.
- Forschung. Empfehlung: Fortsetzung der wissenschaftlichen Forschungsarbeiten, beispielsweise zur Evaluation der Präventionsmaßnahmen.
- Kirchen- und strafrechtliche Maßnahmen. Empfehlungen: Vereinheitlichung und Beschleunigung der kirchenrechtlichen Verfahren. Transparente Information gegenüber Betroffenen und Beteiligten. Sanktionen, die der Schwere der Delikte angemessen sind. Bei Missbrauchsbeschuldigungen solle die Verantwortung nicht einfach durch sofortige Anzeige an den Staat delegiert werden. Die Kirche habe die Verantwortung, zeitnah eigene Maßnahmen zu ergreifen. Sie müsse aber auch ihre Fürsorgepflicht gegenüber beschuldigten Klerikern ernst nehmen.
- Aus- und Weiterbildung von Priestern. Empfehlungen: Stärkere Überprüfung der Eignung zum Priesterberuf im Blick auf das Problem des sexuellen Missbrauchs – nicht nur bei der Auswahl der Kandidaten, sondern auch während der Ausbildung und Fortbildung. Orientierung an modernen psychologischen und sexualwissenschaftlichen Erkenntnissen. Einbindung externer Experten. Lebenslange, kontinuierliche Supervision der Priester.
- Katholische Sexualmoral. Homosexualität sei kein Risikofaktor für sexuellen Missbrauch. Empfehlung: Die Kirche solle „dringend“ ihre Weigerung überdenken, homosexuelle Männer als Priester zu akzeptieren. Eine Atmosphäre der Offenheit und Toleranz sei nötig.
- Präventionskonzepte. Empfehlungen: Ausbau, Verbesserung und Vereinheitlichung. Ausrichtung auf die besonderen Bedingungen in der Kirche. Einbindung externer Experten.
- Beichte. Wenn ein Kleriker Missbrauch beichtet, sei der Beichtvater „aus wissenschaftlicher Sicht“ trotz des Beichtgeheimnisses für eine „angemessene Aufklärung, Aufarbeitung und Prävention“ verantwortlich.
- Umgang mit klerikaler Macht. Sexueller Missbrauch sei immer auch Machtmissbrauch. Empfehlung: ernsthafte Auseinandersetzung mit Machtstrukturen in der Kirche, die Missbrauch begünstigen. Maßnahmen wie Bestrafungen, öffentliches Bedauern oder Zahlungen an Betroffene seien allein nicht ausreichend, weil sie nur Symptome bekämpfen.
- Verantwortung der Kirche gegenüber Betroffenen. Die Forscher wollten in diesem Bereich keine eigenen Empfehlungen formulieren. Stattdessen gaben sie einige Anregungen weiter, die auf Äußerungen von Betroffenen beruhen:
  - Einführung eines kirchlichen Gedenktags für die Betroffenen des sexuellen Missbrauchs.
  - Selbstkritische Diskussion über die Höhe der Zahlungen „in Anerkennung des Leids“. Verbindliche finanzielle Leistungen in gleicher Höhe anstelle der bisher teils unterschiedlichen Leistungen in verschiedenen Diözesen.
  - Information der Betroffenen über Strafen und sonstige Maßnahmen gegen Täter sowie gegen Verantwortliche, die Taten gedeckt haben.
  - Überwindung der erheblichen Unterschiede zwischen einzelnen Diözesen beim Engagement gegen Missbrauch.
  - Einbindung von Betroffenen in die Präventionsarbeit, wenn sie dies wünschen.

## Rezeption

### Kirchliche Reaktionen
Am 5. Oktober 2018 verkündete der Bischof des Bistums Görlitz, Wolfgang Ipolt, als Reaktion auf die Ergebnisse der MHG-Studie seine „Solidarität mit den Opfern“ mit einem Tag des Fastens auszudrücken.
Die Berichterstattung über die Studie brachte den Missbrauchsskandal der katholischen Kirche in Deutschland wieder in Erinnerung und verstärkte die Kritik an der katholischen Kirche. Im Januar 2019 bezeichnete Kardinal Walter Brandmüller die Empörung über Missbrauch in der Kirche als „ziemlich heuchlerisch“ und sagte: „Was in der Kirche an Missbrauch passiert ist, ist nichts anderes, als was in der Gesellschaft überhaupt geschieht.“ Ansonsten betreffe der Missbrauch im kirchlichen Umfeld zu 80 Prozent nicht Kinder, sondern männliche Jugendliche.
Die Bischöfe bemühten sich darum, den Empfehlungen aus der MHG-Studie zu entsprechen (vgl. Übersicht der kirchlichen Maßnahmen). Im März 2019 beschlossen sie bei ihrer Frühjahrs-Vollversammlung den Synodalen Weg, der im Dezember 2019 begann. Er entspricht der Aufforderung zur ernsthaften Selbstkritik, unter anderem bezüglich der katholischen Sexualmoral. Der Synodale Weg wird gemeinsam von der Deutschen Bischofskonferenz und vom Zentralkomitee der deutschen Katholiken getragen. Gemäß einer weiteren Empfehlung sagten die Bischöfe eine Überarbeitung des Entschädigungsverfahrens zu. Nach dem reformierten Zahlungsmodell, das seit Januar 2021 gilt, können Betroffene bis zu 50.000 Euro erhalten, das Zehnfache des bisherigen Maximums (von Ausnahmen abgesehen). Eine neu eingerichtete „Unabhängige Kommission für Anerkennungsleistungen“ soll nun über Zahlungen in allen Bistümern entscheiden. Die Bischofskonferenz hielt diese Änderung ebenfalls für eine Maßnahme im Sinne der Empfehlungen der MHG-Studie. Harald Dreßing kritisierte sie allerdings als „viel zu spät und völlig unzureichend“. Nötig seien Strukturen, die von der Kirche völlig unabhängig sind.
Als Konsequenz aus den Resultaten der MHG-Studie richtete die Bischofskonferenz 2019 einen Betroffenenbeirat ein, um Missbrauchsopfern besser beizustehen. Sprecher des Beirats wurden 2021 Johanna Beck, Kai Christian Moritz und Johannes Norpoth. 2022 wurden sie gemeinsam mit weiteren Personen mit dem Herbert-Haag-Preis ausgezeichnet.
Am 21. Mai 2021 bot Kardinal Reinhard Marx Papst Franziskus seinen Rücktritt als Erzbischof an. Als er dies am 4. Juni bekannt gab, veröffentlichte er seinen Brief an den Papst und eine persönliche Erklärung. In beiden Schreiben kam er auf die MHG-Studie zu sprechen. Im Brief an den Papst schrieb er: „Nach der von der Deutschen Bischofskonferenz beauftragten MHG-Studie habe ich in München im Dom gesagt, dass wir versagt haben. Aber wer ist dieses ‚Wir‘? Dazu gehöre ich doch auch. Und das bedeutet dann, dass ich auch persönliche Konsequenzen daraus ziehen muss. Das wird mir immer klarer.“ In der persönlichen Erklärung erwähnte er eine Szene aus jener Pressekonferenz, bei der die Studie vorgestellt worden war. Die Journalistin Christiane Florin hatte ihn damals gefragt, ob angesichts der Präsentation der Studie einer der Bischöfe Verantwortung übernommen und seinen Rücktritt angeboten habe. Marx schrieb, er habe diese Frage mit „Nein“ beantwortet; danach habe er aber „immer stärker gespürt, dass diese Frage nicht einfach beiseitegeschoben werden kann“. Und weiter: Die von der MHG-Studie angeregten und geforderten Aufarbeitungsprozesse seien nun in verschiedenen Bistümern auf dem Weg. Dazu gehöre auch das Projekt des Synodalen Weges, für das er sich sehr eingesetzt habe. In einem Schreiben vom 10. Juni 2021 lehnte der Papst den Rücktritt des Erzbischofs ab.

### Kritik
Die MHG-Studie wurde schon vor der Präsentation am 25. September 2018 kritisiert. Die Zeit bemängelte am 12. September 2018, dass Wissenschaftler keinen direkten Zugang zu Akten hatten und ihnen die Akteninhalte nur vermittelt zur Kenntnis gegeben wurden. Am selben Tag zitierte die New York Times den Kriminologen Christian Pfeiffer mit den Worten: „Der Bericht vermittelt nicht das volle Bild und ist nicht völlig unabhängig.“ („The report does not give the full picture, and is not fully independent.“) In einer detaillierten Besprechung vom 22. September 2018 nannte der katholische Theologe und Berater des Vatikans Manfred Lütz die Studie „spektakulär misslungen“.
Der Verlauf der Studie und einige Teilprojekte wurden wegen teilweise schwankender wissenschaftlicher Qualität kritisiert.
Die Wissenschaftler der Unabhängigen Kommission zur Aufarbeitung des sexuellen Kindesmissbrauchs schrieben in einer Stellungnahme: „So wichtig die MHG-Studie ist, waren den Forscherinnen und Forschern durch die Beauftragung aber Grenzen gesetzt. Dadurch bleiben zentrale Fragen unbeantwortet.“
In den Zeitschriften Herder Korrespondenz und Forensische Psychiatrie, Psychologie, Kriminologie wies der forensische Psychiater Hans-Ludwig Kröber darauf hin, dass der sexuelle Missbrauch durch Kleriker seit dem Ende der 1990er Jahre stark zurückgegangen sei, noch mehr als in der Allgemeinbevölkerung. Die MHG-Studie lenke davon ab, und in der durch sie ausgelösten Debatte werde diese Tatsache verkannt. Zudem kritisierte Kröber, dass die MHG-Studie die restriktive katholische Sexualmoral als einen der Hauptgründe für den sexuellen Missbrauch ausmache. Diese Erklärung stehe im Widerspruch dazu, dass viele Missbrauchstäter sich als „linke, fortschrittliche Lehrer verstanden, welche die restriktive katholische Sexualmoral als rückschrittlich kritisierten und den betroffenen Schülern ihre eigene sexuelle Übergriffigkeit als einen Akt sexueller Befreiung einzureden versuchten“.
Harald Dreßing und Kollegen aus dem MHG-Forschungsverbund stellten ihre Studie auch im Deutschen Ärzteblatt vor (Ausgabe für Psychotherapeuten, Juni 2019). Daraufhin erschienen kritische Leserbriefe von Psychotherapeuten. Horst Gann warf der MHG-Studie mangelnde Seriosität und Sorgfalt vor. Sie lasse wichtige Fragen unbeantwortet, zum Beispiel wie viele Falschbeschuldigungen es gebe und ob Falschbeschuldigungen möglicherweise durch niedrigschwellige Zahlungen an vorgebliche Betroffene provoziert werden. Man habe den Eindruck, dass es den Autoren der MHG-Studie darum gehe, „auf schwacher Datenbasis Kausalzusammenhänge zu üblichen kirchenkritischen Themen zu konstruieren“. Martina Häring schrieb, die katholische Kirche stehe zu Unrecht am Pranger, denn 99,9 % aller Missbrauchstäter seien keine Vertreter der katholischen Kirche. Deshalb sei auch die Empfehlung der Autoren abwegig, dass bei Symptomen, die einen möglichen Missbrauch als Ursache haben könnten, im Patientengespräch die Möglichkeit eines erlittenen Missbrauchs im Kontext der katholischen Kirche „behutsam exploriert werden“ solle. Außerdem seien die möglichen Symptome so unspezifisch und das Thema sei so heikel, „dass Ärzte schlecht beraten wären, dies in der Sprechstunde anzusprechen“. Häring sieht in der Kritik an der katholischen Kirche das Motiv, von Schuld und Versäumnissen im Umgang mit Missbrauch in anderen Bereichen abzulenken.
Ende Januar 2020 stellte der Regensburger Bischof Rudolf Voderholzer auf der ersten Vollversammlung des „Synodalen Wegs“ die Qualität der Studie in Frage und forderte ein wissenschaftliches Fachsymposium. Voderholzer hatte schon 2018 vor einem „Missbrauch des Missbrauchs“ gewarnt. Pater Dominikus Kraschl OFM, Professor für Philosophie und Philosophiegeschichte an der Theologischen Hochschule Chur, schrieb Anfang Februar 2020, die MHG-Studie gebe nicht her, wozu man sie beim „Synodalen Weg“ heranziehe. Blinde Flecken, über welche die Autoren der Studie nicht sprechen wollten, seien etwa „homosexuelle Subkulturen im Klerus“.

### Juristische Folgen
Nach dem Erscheinen der MHG-Studie trafen sich im November 2018 alle 23 Generalstaatsanwälte der Bundesrepublik. In Bezug auf die nun anstehenden Ermittlungen warben die drei bayerischen Generalstaatsanwälte für einen pfleglichen Umgang mit den Kirchen: „Man wolle bitte keinen Krawall in die Bistümer hineintragen, keine Eskalation; keine juristische Kavallerie, die den Bischöfen die Türen einrennt.“
Im Anschluss an die Veröffentlichung der MHG-Studie appellierte die Justiz in verschiedenen Bundesländern an die Bistümer, die Namen mutmaßlicher Tätern zu melden. Einige Bistümer übergaben daraufhin Materialien, damit der Missbrauch strafrechtlich aufgearbeitet werden könne.
Die Ergebnisse der MHG-Studie wurde von sechs Strafrechtsprofessoren und dem Institut für Weltanschauungsrecht zum Anlass genommen, bei den Staatsanwaltschaften Mainz und Trier Strafanzeige gegen Unbekannt wegen des Verdachts des sexuellen Missbrauchs von Kindern zu erstatten. Nach einer Prüfung lehnte die Generalsbundesanwaltschaft die Aufnahme von Ermittlungen am 14. Februar 2019 ab.
Jörg Scheinfeld, Beirat des Instituts für Weltanschauungsrecht (ifw), und Sarah Willenbacher (beide Universität Mainz) schrieben in der Neuen Juristischen Wochenschrift (19/2019), die Staatsanwaltschaften in den Bistümern hätten im Nachgang der MHG-Studie Ermittlungsverfahren gegen Unbekannt einleiten müssen, „damit der Missbrauch von Schutzbefohlenen und Minderjährigen sowie gegebenenfalls eine Beihilfe dazu geahndet werden können“.
Im Januar 2020, gut anderthalb Jahre nach Offenlegung der Ergebnisse der Studie, wurden in den bayerischen Bistümern fast alle Ermittlungen gegen verdächtige Kirchenleute von den drei Generalstaatsanwaltschaften in München, Bamberg und Nürnberg ergebnislos eingestellt, ähnlich war es in Rheinland-Pfalz.
Bis auf ein laufendes Verfahren wurde die MHG-Studie bis Mai 2020 für den Bereich der Erzdiözese Freiburg strafrechtlich weitgehend aufgearbeitet.

### Kirchenrecht
Der Kirchenrechtler Peter Landau kommentierte die Ergebnisse der MHG-Studie mit den Worten: „Die große Zahl der Fälle und die lange Zeit übliche Praxis der Verharmlosung sind unfassbar. Zu Recht fordern nun viele Betroffene des Missbrauchs eine noch eindeutigere Verurteilung dieser unglaublichen Taten von der katholischen Kirche.“ Landauer plädierte dafür, Sittlichkeitsverbrechen gegen Minderjährige im Kirchenrecht härter zu bestrafen, nämlich mit Exkommunikation. Dies hatte er schon im Jahr 2009 vorgeschlagen, jedoch hatte kein Bischof diesen Vorschlag aufgegriffen.

## Neuere Studien mit Bezug zur MHG-Studie
Im Abschlussbericht der MHG-Studie wurde schlicht festgestellt: „Erkenntnisse über das Dunkelfeld wurden nicht erlangt. Damit unterschätzen alle Häufigkeitsangaben die tatsächlichen Verhältnisse.“ Der Ulmer Kinderpsychiater Jörg Fegert versuchte die tatsächliche Häufigkeit von sexuellem Missbrauch anhand einer repräsentativen Umfrage einzugrenzen, deren Ergebnisse im März 2019 bekannt wurden. Rund 2500 Personen wurden befragt, ob sie sexuellen Missbrauch erlebt hatten. 4 Befragte (0,16 Prozent) gaben an, in einer Einrichtung der katholischen Kirche missbraucht worden zu sein. Weitere 4 Befragte sagten dasselbe mit Bezug auf die evangelische Kirche. 7 Befragte gaben an, im Bereich des Sports missbraucht worden zu sein. Das bedeutet, dass die tatsächliche Zahl der Opfer von Missbrauch in der katholischen Kirche mit 95-prozentiger Wahrscheinlichkeit zwischen 28.000 und 280.000 liegt; dasselbe gilt für Missbrauch in der evangelischen Kirche (siehe mehr Details unter Angaben zum Dunkelfeld).
Harald Dreßing, der Verbundkoordinator der MHG-Studie, veröffentlichte mit Kollegen aus Mannheim, Heidelberg und Gießen im Juli 2019 eine Analyse der Häufigkeit sexuellen Missbrauchs im zeitlichen Verlauf seit 2009. Das Verhältnis der Zahl neuer, aktueller Beschuldigungen zur Gesamtzahl der katholischen Priester (Beschuldigungsquote) blieb im Zeitraum 2009 bis 2015 weitgehend konstant. Dreßing fand es bemerkenswert, dass ein Rückgang ausblieb, obwohl sich die Kirche in diesem Zeitraum um Prävention bemüht hatte, beispielsweise durch die Überarbeitung der Leitlinien der Deutschen Bischofskonferenz zum Vorgehen bei sexuellem Missbrauch in den Jahren 2010 und 2013.
Im Anschluss an die MHG-Studie vereinbarten die Bischöfe mit dem Missbrauchsbeauftragten der Bundesregierung eine weitere Aufarbeitung durch Studien zum sexuellen Missbrauch in einzelnen Bistümern, die unabhängige Experten erarbeiten sollten. Im April 2020 hatten 9 der 27 deutschen Bistümer (Aachen, Essen, Hamburg, Köln, Limburg, Mainz, München-Freising, Münster und Paderborn) Studien in unterschiedlichen Formaten in Auftrag gegeben; eine weitere Studie zum Bistum Hildesheim beschränkte sich auf die Untersuchung der Amtszeit des früheren Bischofs Heinrich Maria Janssen (1957 bis 1982). Beispielsweise gehörten die Bistümer Köln und Münster zu jenen 17 Bistümern, bei denen sich die MHG-Studie weitgehend auf die Untersuchung der Personalakten ab 2000 beschränkt hatte (siehe Ergebnisse auf Bistumsebene). Für das Erzbistum Köln erstellte der Kölner Strafrechtler Björn Gercke nun eine Studie zum Zeitraum ab 1975 und ermittelte unter anderem aus diesem Grund höhere Opferzahlen. Die Studie im Bistum Münster untersucht den Zeitraum ab 1945. Am 2. Dezember 2020 wurden erste Zwischenergebnisse vorgestellt. Im Juni 2022 wurden die Ergebnisse vorgestellt: „Aus den Akten des Bistums ergebe sich eine Zahl von 610 Missbrauchsopfern und 196 beschuldigten Klerikern – über ein Drittel mehr, als in der 2018 präsentierten MHG-Studie [...] An den 610 namentlich bekannten Opfern seien mindestens 5700 Einzeltaten sexuellen Missbrauchs verübt worden.“
Erste Ergebnisse einer Missbrauchsstudie zum Bistum Münster bestätigten im November 2021 die Angabe der MHG-Studie zum Anteil beschuldigter Kleriker; dieser Anteil, etwas mehr als 4 Prozent, entspreche auch „der Täterprozentuale in der Normalbevölkerung“. Auch die Charakterisierung dreier Tätertypen in der MHG-Studie wurde bestätigt.